# قارن پسر سوخرا
قارن پسر سوخرا یا کارن پسر زرمهر  در زمان خسرو انوشیروان پس از خدماتی که همراه با برادرش در دفع تاخت و تاز ترکان در مرزهای شرقی انجام داد، به فرمانروایی بخشی از کوهستان پتشخوارگر (البرز) گماشته شد. بدین ترتیب ناحیهٔ زیر فرمان او به قارن کوه آوازه یافت و دودمان او که با نام کارنوندیان شناخته میشوند نزدیک به ۲۷۴ سال در تبرستان فرمان راندند.

## پیشینه
کواد بیستمین پادشاه ساسانی پسر بزرگ خود کیوس را به فرمانروایی تبرستان گماشت ولی زمانی که پادشاهی ایران به پسر کوچکترش انوشیروان رسید، پادشاه جدید برادر خود را از فرمانروایی تبرستان برکنار و قارن پسر سوخرا را جایگزینش گرداند. در دوران ۴ پادشاه دیگر، قدرت تبرستان در خاندان کارن ماند تا اینکه در زمان خسرو پرویز قدرت به خاندان کیوس برگشت و نوه‌اش باو به حکومت تبرستان رسید.

## بن مایه
1. ↑  «قارن در فرهنگ دهخدا». واژه یاب.